# Mokrá Hora
Mokrá Hora je evidenční část obce na severu statutárního města Brna, součást městské části Brno-Řečkovice a Mokrá Hora. Je tvořena městskou čtvrtí Mokrá Hora, původně samostatnou obcí, která byla k Brnu připojena v roce 1960. Její katastrální území má rozlohu 0,88 km² a žije zde 865 obyvatel. Rozlohou jde o nejmenší katastrální území Brna. Nachází se nad říčkou Ponávkou, na okraji zalesněného území Soběšické vrchoviny.
Vznik Mokré Hory je datován zřejmě do 30. let 18. století, první doložená zmínka pochází z roku 1740. Původně se jednalo o osadu pro dělníky pracující na dvoře v sousedních Jehnicích. Společně s nimi byla ves od roku 1801 součástí malého jehnického panství a od poloviny 19. století dlouhodobě spadala pod samostatnou obec Jehnice. V roce 1953 se Mokrá Hora osamostatnila, ale již roku 1960 se stala součástí Brna. Od přelomu 19. a 20. století začala vesnice nabývat příměstského charakteru, zčásti i s vilovou zástavbou.
Lesnaté okolí Mokré Hory je turisticky a rekreačně využíváno Brňany. Ve vsi se nachází zvonice, památkově chráněný hraniční kámen a několik dalších pamětihodností.

## Název
Místní jméno Mokrá Hora zřejmě pochází od pravděpodobného zakladatele vsi, jímž asi byl Jan Josef Noss von Nossberg. Jeho šlechtický přídomek von Nossberg, který získal již před vznikem vesnice, lze zkomolením (von Nassberg) přeložit jako „z Mokré Hory“ (německé slovo nass znamená „mokrý“, Berg je „hora“). Dřívější výklad odvozoval místní jméno od zdejšího mokrého, až bažinatého terénu v blízkosti dvou vodních toků a na úpatí vlhkého kopce.
Název vsi byl vždy téměř stejný. Od počátku v 18. století byla užívána v češtině i němčině jednoslovná varianta Mokrahora a v průběhu 19. století se objevil český název Mokrá Hora. V době Protektorátu byl v letech 1939–1945 používán v němčině název Mokrahora.

## Historie

### Do roku 1850

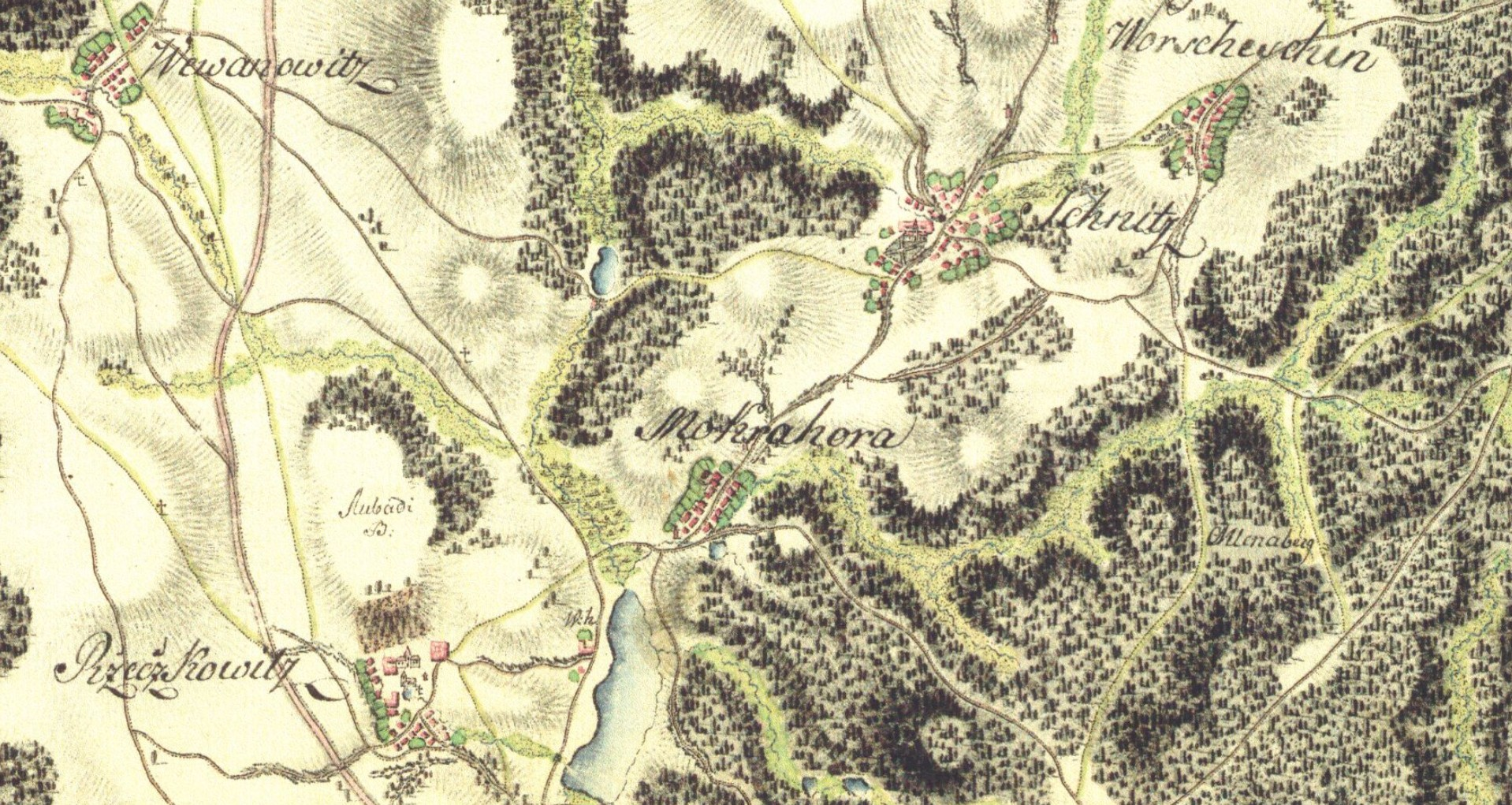
Mokrá Hora na mapě prvního vojenského mapování ze druhé poloviny 18. století

Území Mokré Hory patřilo od středověku svobodnému dvoru v sousedních Jehnicích. Pro zajištění pracovní síly na tomto statku byla v jižní části polností, patřících svobodnému dvoru, založena kolem cesty z Řečkovic do Jehnic osada. Její vznik lze datovat do rozmezí let 1725–1740; pravděpodobně byla založena v první polovině 30. let 18. století tehdejším majitelem statku Janem Josefem Nossem von Nossberg, od něhož také zřejmě získala své jméno. První písemná zmínka o Mokré Hoře pochází z roku 1740 z matriční knihy řečkovické farnosti, kdy se v osadě narodilo první dítě. Ves byla založena jako čistě domkářská, obyvatelé malých domků měli k dispozici pro vlastní potřebu pouze malou zahradu. Osud Mokré Hory byl v dalších desetiletích spjat se střídajícími se majiteli svobodného dvora v Jehnicích. V roce 1779 koupil statek František Josef I. z Lichtenštejna, majitel pozořického panství, kam spadal i zbytek Jehnic. Jeho syn Alois I. daroval celé Jehnice i s Mokrou Horou Františku rytíři Haymerlemu, čímž vzniklo malé samostatné panství. Haymerle a jeho děti ho drželi do roku 1827, poté Josef Hayek a jeho děti a po roce 1831 Anna Hermannová a její děti. Na přelomu 20. a 30. let 19. století je v Mokré Hoře doložen rychtář a purkmistr, osada tedy byla v rámci panství spravována samostatně. Mokrohorští pracovali převážně jako námezdní zemědělští pracovníci na jehnickém statku, dělnickou práci vykonávali také v jehnickém pivovaru či v brněnských továrnách.

### Po roce 1850
Po zrušení patrimoniální správy a vzniku obecního zřízení spadala od roku 1850 Mokrá Hora pod obec Jehnice v politickém okrese Brno-venkov. V roce 1953 se Mokrá Hora osamostatnila a dále byla samostatnou obcí v okrese Brno-venkov, a to až do roku 1960, kdy byla přičleněna k Brnu. V systému soudních okresů patřila v letech 1850–1855 do okresu Brno-horní předměstí, poté do roku 1892 do sjednoceného okresu Brno a následně, do roku 1949, kdy byly soudní okresy zrušeny, do soudního okresu Brno-okolí.

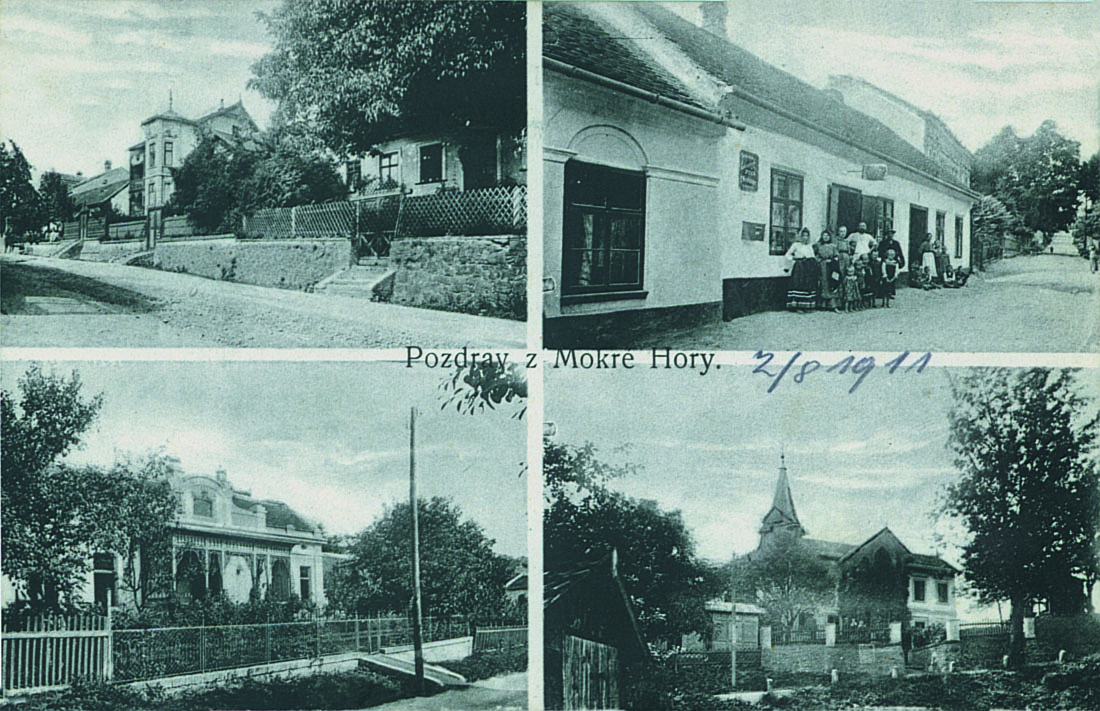
Mokrá Hora na pohlednici ze začátku 20. století

V průběhu druhé poloviny 19. století docházelo k mírnému rozvoji vesnice. Roku 1885 byla podél Ponávky, na západním okraji nynějšího mokrohorského katastru, zprovozněna železniční trať z Brna do Tišnova (zde bez zastávky) a později došlo ke stavbě silnice z Řečkovic přes Mokrou Horu do Jehnic. Již koncem 19. století se zde začaly zde objevovat první vilky brněnských podnikatelů a obchodníků. Počátkem 20. století se ves se svým okolím stala oblíbeným místem turistů a výletníků z Brna. V roce 1907 zde vznikl Okrašlovací spolek, který se staral nejen o místní kulturní život, ale věnoval se i dalším činnostem. Jeho zásluhou byly v okolních lesích instalovány lavičky pro výletníky, v roce 1911 postavil spolek na potoku Rakovci říční koupaliště a v roce 1919 se podílel na vzniku pomníku padlým v první světové válce. Tentýž rok diskutovali Mokrohorští i odloučení od Jehnic a vznik samostatné obce, tento návrh ale byl zavržen. Prudký rozvoj zaznamenala Mokrá Hora v meziválečném období, kdy se z ní stala spíše předměstská ves. Pokračovala stavba vilek a díky Okrašlovacímu spolku došlo v roce 1923 k elektrifikaci vesnice. Později byla dědina i plynofikována. Roku 1928 bylo zdejší koupaliště modernizováno a v roce 1938 byl založen sbor dobrovolných hasičů. Zájmy obyvatel vsi hájili v jehnickém zastupitelstvu zvolení zastupitelé a nejpozději od 30. let 20. století byl náměstkem jehnického starosty vždy mokrohorský obyvatel. Ze zvolených mokrohorských zastupitelů převažovali sociální demokraté a národní socialisté.
Závěrečné boje druhé světové války se Mokré Hory příliš nedotkly, i když samotné Jehnice byly jimi v květnu 1945 značně poškozeny. Turistický ruch v okolí po válce poklesl, neboť pro Brňany se stala atraktivnějším místem nově postavená Kníničská přehrada. V poválečném politickém uspořádání jehnické samosprávy převažovali ze zástupců Mokrohorských komunisté a sociální demokraté, po převratu v únoru 1948 pak zástupce jiných stran nahradili v místním národním výboru (MNV) další členové komunistické strany. Zasedání MNV se střídavě konala v Jehnicích a v Mokré Hoře. Roku 1949 byl zahájen provoz autobusové linky Dopravního podniku města Brna z Řečkovic přes Mokrou Horu a Jehnice do Ořešína a došlo také ke změně jména obce. V té době používaný název Jehnice-Mokrá Hora byl zkrácen na dříve užívané Jehnice. Ve druhé polovině 40. let se znovu objevily návrhy na osamostatnění vsi a roku 1949 se Mokrohorští skutečně vyslovili pro odloučení od Jehnic. K 1. lednu 1953 se Mokrá Hora stala samostatnou obcí a zároveň vzniklo i její katastrální území, které bylo vyčleněno z jižní části jehnického katastru.

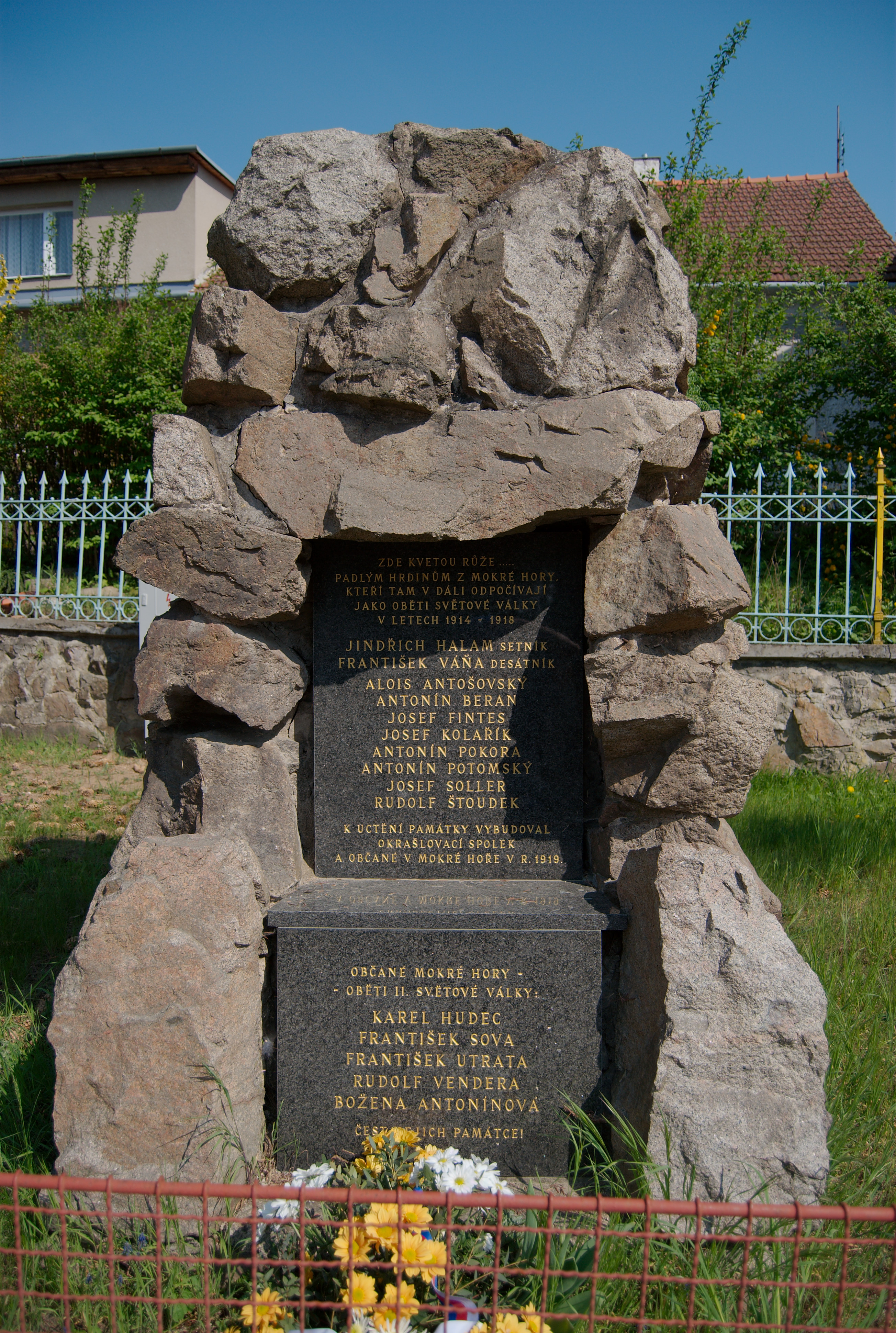
Pomník padlým v obou světových válkách

Po komunistickém převratu v roce 1948 začaly zanikat v Mokré Hoře soukromé obchodní a řemeslné živnosti. Zůstal tu pouze obchod s potravinami Jednota a mlékárna, nadále tu fungovaly dva hostince. V roce 1953 byla ukončena činnost Okrašlovacího spolku, ale ani zbylé spolky, jako dobrovolní hasiči nebo nově zřizované organizace, například Československý svaz mládeže, nebyly příliš aktivní. Téhož roku bylo založeno jednotné zemědělské družstvo (JZD), ale vzhledem k jeho malé velikosti i špatnému hospodaření bylo v roce 1956 sloučeno do JZD v Medlánkách. Správa lesů, které patřily k jehnickému statku, jenž byl v letech 1949–1950 vyvlastněn, byla rozdělena mezi státní lesy v Kuřimi (západně od silnice Řečkovice–Vranov) a Školní lesní statek tehdejší brněnské Vysoké školy zemědělské (východně od silnice Řečkovice–Vranov). V roce 1953 také došlo ke zprovoznění nové železniční trati z Brna do Tišnova, která v téměř stejné trase nahradila tu starou. Během 50. let 20. století byl v Mokré Hoře zřízen obecní rozhlas a od roku 1955 provozovala místní koupaliště obec. Fungovala zde již dříve vzniklá knihovna a roku 1958 založená osvětová beseda.
K 1. červenci 1960 se Mokrá Hora stala, společně s několika dalšími obcemi, součástí Brna. Začleněna byla do městského obvodu Brno V, v němž setrvala do roku 1964, kdy se stala součástí městské části Řečkovice. Od roku 1971 spadala pod městský obvod Brno VI-Řečkovice. Od 1. května 1972 byla součástí městské části Brno-Řečkovice, která však byla krátce poté zrušena a její území, včetně Mokré Hory, 21. září 1972 přičleněno k městskému obvodu Brno V.
Již v roce 1960 došlo k pojmenování ulic a v roce 1961 byla otevřena mateřská škola v Tumaňanově ulici. Během katastrální reformy na konci 60. let 20. století bylo katastrální území Mokré Hory zvětšeno přibližně na současnou výměru. Nádrž bývalého koupaliště byla upravena na rybochovné zařízení.
Při novém rozčlenění Brna po sametové revoluci se Mokrá Hora stala k 24. listopadu 1990 součástí samosprávné městské části Brno-Řečkovice, která v roce 1997 změnila název na Brno-Řečkovice a Mokrá Hora. Nejpozději mezi lety 2003 a 2005 přestaly být využívány sádky zřízené z bývalého koupaliště a areál zůstal nevyužitý. V letech 2014–2015 byla nádrž zrušena a na jejím místě vznikl malý sportovní areál.

### Urbanistický vývoj

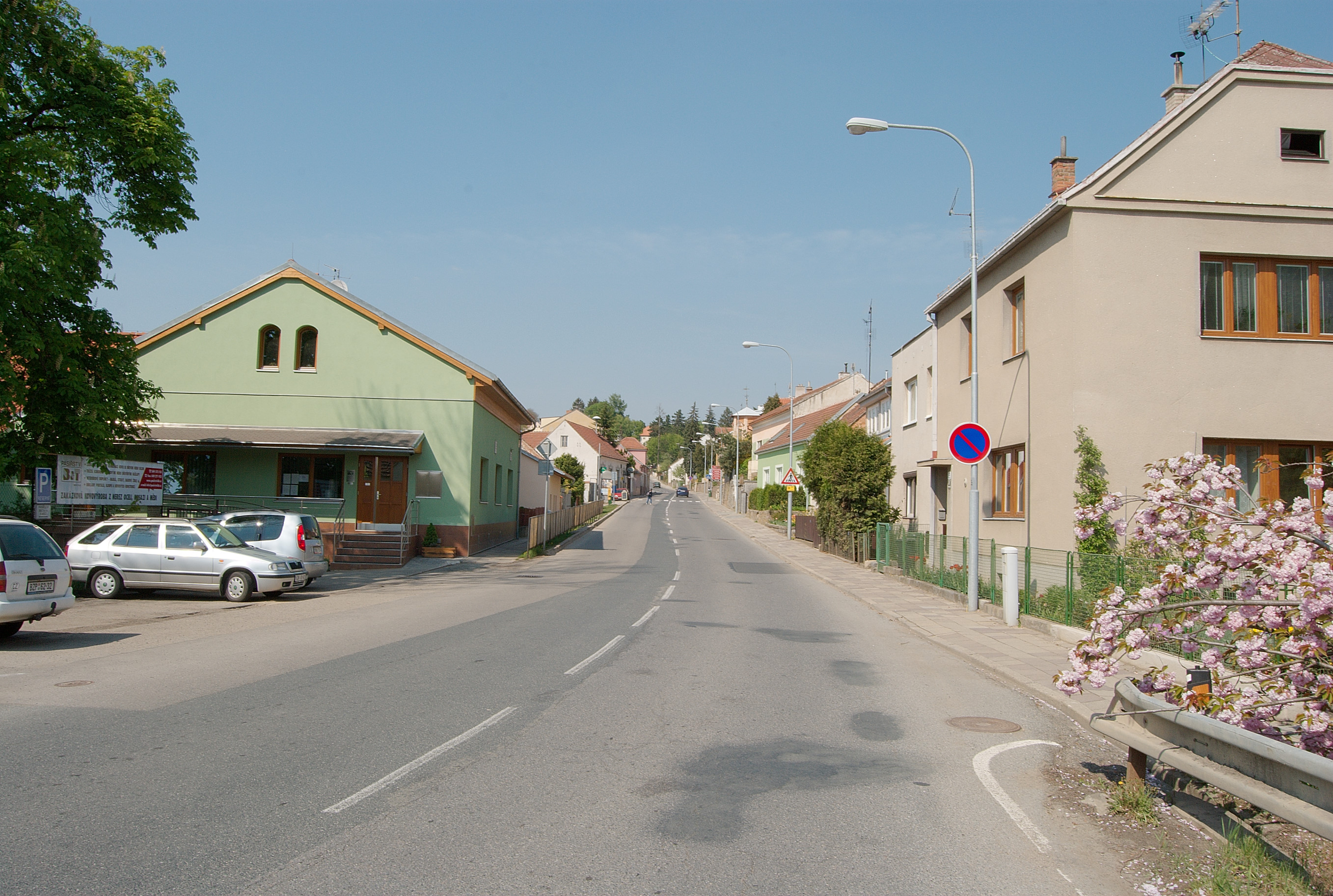
Dolní část Tumaňanovy ulice, nejstarší část Mokré Hory

Nejstarší částí Mokré Hory je dolní část Tumaňanovy ulice, mezi ulicemi Jandáskovou a Boženy Antonínové. Právě zde vznikla zřejmě ve 30. letech 18. století krátká ulicovka podél starší cesty z Řečkovic do Jehnic, v těsné blízkosti potoka Rakovce. Někdy před rokem 1785 byla zástavba Mokré Hory tvořena domky převážně na západní straně cesty. V roce 1826 zahrnovala vesnice podle stabilního katastru v této nejstarší části převážně již oboustrannou ulicovku a obydlí po západní straně cesty nově pokračovala dále severním směrem až do zatáčky v kopci.
V dalších desetiletích, nejpozději do první světové války, došlo k úplnému zastavění nynější ulice Tumaňanovy v úseku po její zalomení (včetně několika vilek). V té době se také výstavba zaměřila na cestu severozápadním směrem kolem Ponávky k odlehlému Vránovu mlýnu. Její počátek, navazující kolmo na předchozí zástavbu, měl charakter podobně vesnický (nynější ulice Boženy Antonínové). Další úseky (dnešní ulice Brigádnická a Skoumalova), kde se za první republiky stavělo, byly tvořeny nesouvislou zástavbou samostatných domů a vilek. Výjimkou byla nynější ulice Úhledná, opět tvořená malými řadovými domky. Z meziválečného období pochází také chatová osada Skrejš severovýchodně od vsi, v lesích u potoka Rakovce a ve svahu nad ním. Po druhé světové válce pokračovala výstavba kolem silnice směrem na Jehnice, včetně domů Tumaňanova 61, 63 a 65. Ty urbanisticky tvoří severní okraj Mokré Hory, k níž jejich pozemky původně patřily, ale od té doby spadají do Jehnic. V 70. a 80. letech byly budovány domy ve Skoumalově ulici a nově vznikla ulice Pod hájkem. Zároveň došlo k zahušťování zástavby v ulici Brigádnické. V průběhu 90. let a prvního desetiletí 21. století se stavební ruch soustředil na západní část Mokré Hory, ulici Brigádnickou a Úhlednou. Po roce 2000 začala získávat charakter trvalé obytné zástavby i chatová osada Skrejš. V roce 2020 se v Mokré Hoře nacházelo 10 ulic.

## Přírodní poměry

### Poloha

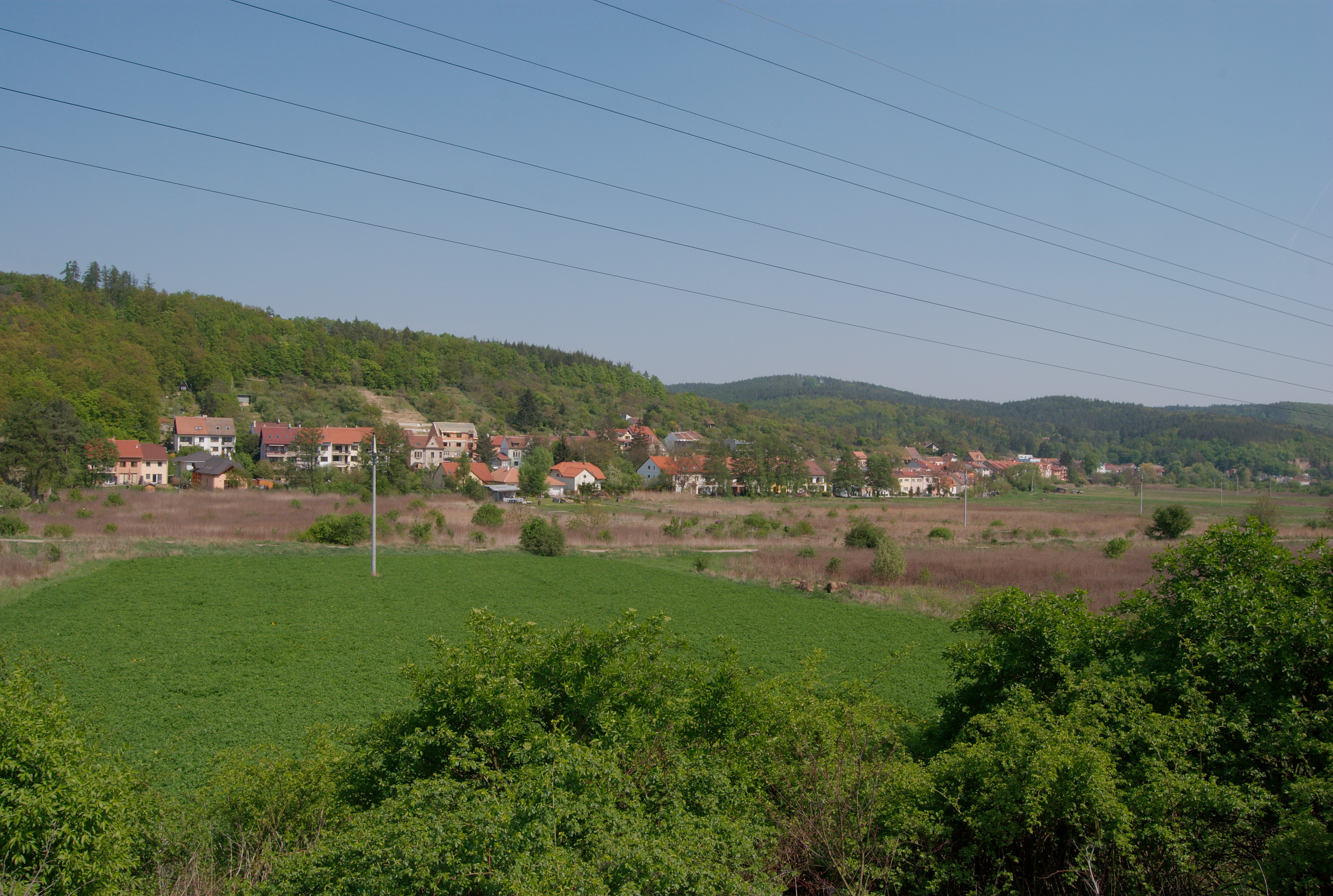
Pohled přes nivu Ponávky na ulici Brigádnickou v západní části Mokré Hory

Mokrá Hora se nachází v severní části Brna v okrese Brno-město, sedm kilometrů od centra Brna. Leží na silnici mezi brněnskými čtvrtěmi Řečkovice a Jehnice, jeden kilometr jižně od Jehnic, dva kilometry západně od čtvrti Soběšice, jeden kilometr severovýchodně od Řečkovic a dva kilometry východně od čtvrti Ivanovice. Katastrálně sousedí na severu s Jehnicemi, na jihu s Řečkovicemi a na západě s Ivanovicemi. Katastrální území Mokrá Hora má rozlohu 0,88 km², takže se jedná o nejmenší katastrální území v Brně. Z toho tvořila v roce 2020 orná půda 0,15 km², zahrady 0,22 km², ovocné sady 0,02 km², travní porosty 0,02 km², lesní pozemky 0,20 km², vodní plochy 0,03 km², zastavěná plocha 0,07 km² a ostatní plocha 0,16 km².
Vesnice leží na svahu ostrožny nad soutokem Rakovce a Ponávky, na západním okraji výrazného zalesněného hřbetu Drahanské vrchoviny, směřujícího na jih směrem k Brnu. Nadmořská výška katastrálního území se pohybuje v rozmezí od 239 m (soutok Rakovce a Ponávky na jižní hranici katastru) do 318 m (svah ostrohu nad Rakovcem v severovýchodní části katastru). Střed vsi u zvonice je umístěn v nadmořské výšce 250 m. V katastru čtvrti se nenachází žádný vrchol.

### Geologická stavba, reliéf a půdy
Po geologické stránce spadá území Mokré Hory do brněnského masivu, jenž je součástí Českého masivu. Z hornin zde převládají nivní sedimenty a spraše a sprašové hlíny. Z geomorfologického hlediska leží mokrohorský katastr na rozhraní dvou okrsků: Soběšické vrchoviny, která je částí podcelku Adamovské vrchoviny a celku Drahanské vrchoviny; a Řečkovického prolomu, který je částí podcelku Řečkovicko-kuřimského prolomu a celku Bobravské vrchoviny. Oba celky patří do oblasti Brněnské vrchoviny, v rámci soustavy Česko-moravské subprovincie v provincii Česká vysočina.
Z půdních typů převládají v mokrohorském katastrálním území fluvizemě, ve větší míře se zde vyskytují také silně svažité půdy a kambizemě a v menší míře černozemě.

### Podnebí a vodstvo

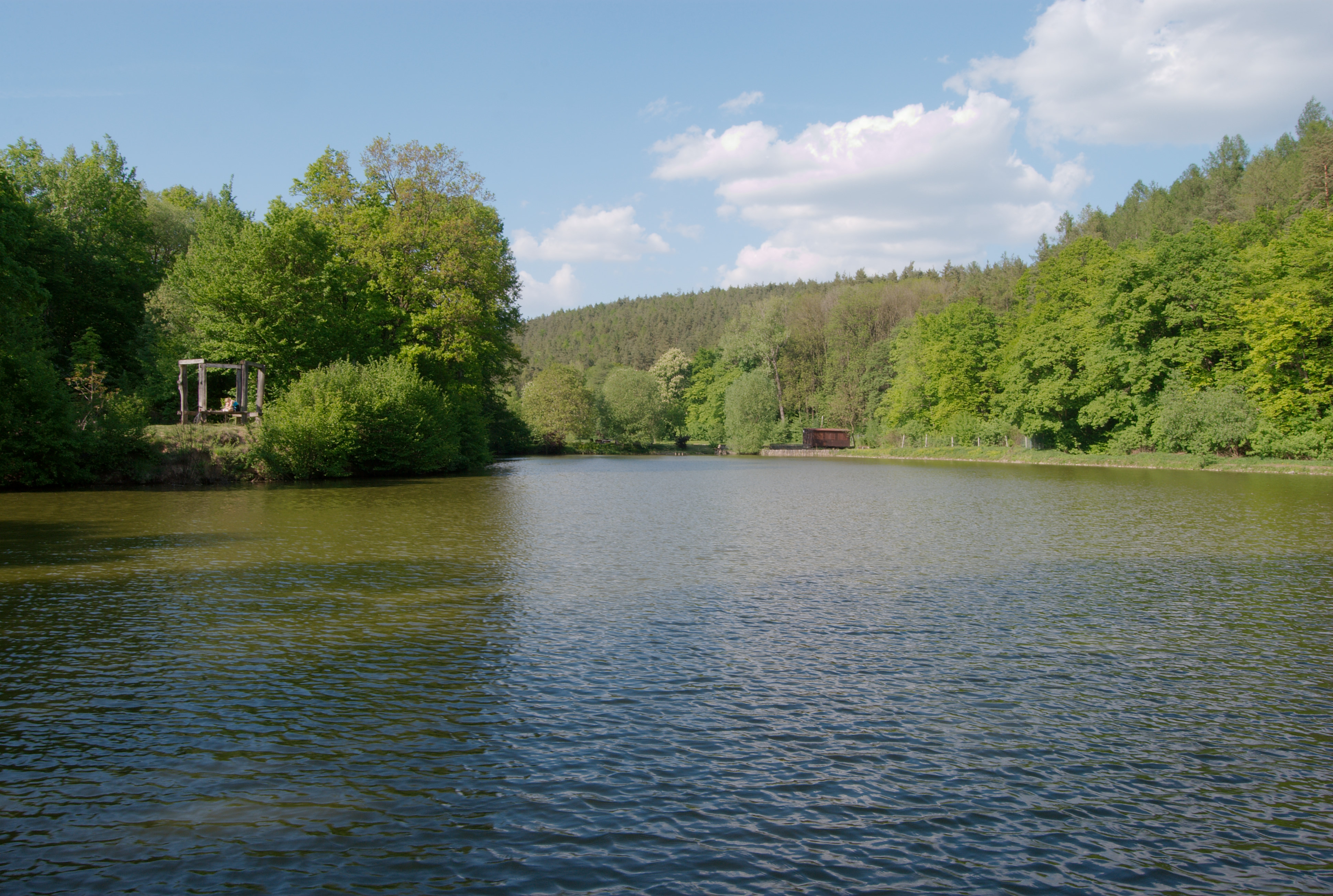
Rybník U mlýna v údolí Ponávky

Podle Quittovy klasifikace podnebí spadá Mokrá Hora do mírně teplé oblasti MT11, dle Köppenovy klasifikace podnebí patří do mírného oceánického podnebí Cfb. Na nejbližší profesionální meteorologické stanici v Brně-Tuřanech činila v roce 2019 průměrná roční teplota 11,5 °C a roční úhrn srážek 576,90 mm.
Území Mokré Hory patří do úmoří Černého moře a povodí Dunaje, celý katastr je odvodňován do říčky Ponávky, která je také nejvýraznějším místním tokem. V prostoru Mokré Hory má dva přítoky, Rakovec (délka 5 km), jenž vede hlubokým zalesněným údolím a zčásti tvoří jihovýchodní a jižní hranici katastru, a Ivanovický potok (4 km). V severozápadní části mokrohorského katastru se nachází rybník U mlýna, nejníže ležící rybník ze soustavy nádrží v zalesněném údolí Ponávky. Pod jeho hrází stojí areál bývalého Vránova mlýna.

### Flora a fauna
Z hlediska biogeografického leží Mokrá Hora v brněnském bioregionu na jihovýchodním okraji hercynské podprovincie v rámci provincie středoevropských listnatých lesů. Podle fytogeografického členění se nachází na hranici okresu Znojemsko-brněnská pahorkatina, patřícího do panonského termofytika v rámci termofytika, a okresu Moravské podhůří Vysočiny, jenž patří do českomoravského mezofytika v rámci mezofytika. Potenciálně přirozenou vegetací je černýšová dubohabřina.

### Ochrana životního prostředí
V katastru Mokré Hory se nenachází žádné zvláště chráněné území, území soustavy Natura 2000, ani žádný památný strom. Vyhlášen zde byl vyhlášen jeden významný krajinný prvek, Mokrohorské meze.

## Obyvatelstvo

### Struktura obyvatelstva
První doložený údaj o velikosti Mokré Hory pochází z roku 1753, kdy zde v osmi domech žili chalupníci. V dalších letech se ves postupně zvětšovala, roku 1771 žilo v Mokré Hoře 31 obyvatel hovořících česky. Počet obyvatel i nadále poměrně prudce stoupal: v roce 1790 zde ve 13 domech pobývalo 60 osob a roku 1834 ve 34 domech 188 obyvatel. V roce 1850 čítaly Jehnice společně s Mokrou Horou 457 lidí. Celá mokrohorská komunita byla dlouhodobě téměř výhradně českojazyčná, počet německy mluvících byl do roku 1945 minimální. Nejvíce se německojazyčných obyvatel přihlásilo v roce 1890, kdy jich bylo šest.
|                | 1869 | 1880 | 1890 | 1900 | 1910 | 1921 | 1930 | 1950 | 1961 | 1970 | 1980 | 1991 | 2001 | 2011 | 2021 |
| -------------- | ---- | ---- | ---- | ---- | ---- | ---- | ---- | ---- | ---- | ---- | ---- | ---- | ---- | ---- | ---- |
| Počet obyvatel | 294  | 306  | 296  | 343  | 373  | 470  | 598  | 597  | 710  | 672  | 620  | 588  | 687  | 901  | 865  |
| Počet domů     | 39   | 42   | 49   | 54   | 64   | 68   | 110  | 147  | -    | 175  | 179  | 214  | 242  | 284  | -    |

### Náboženský život

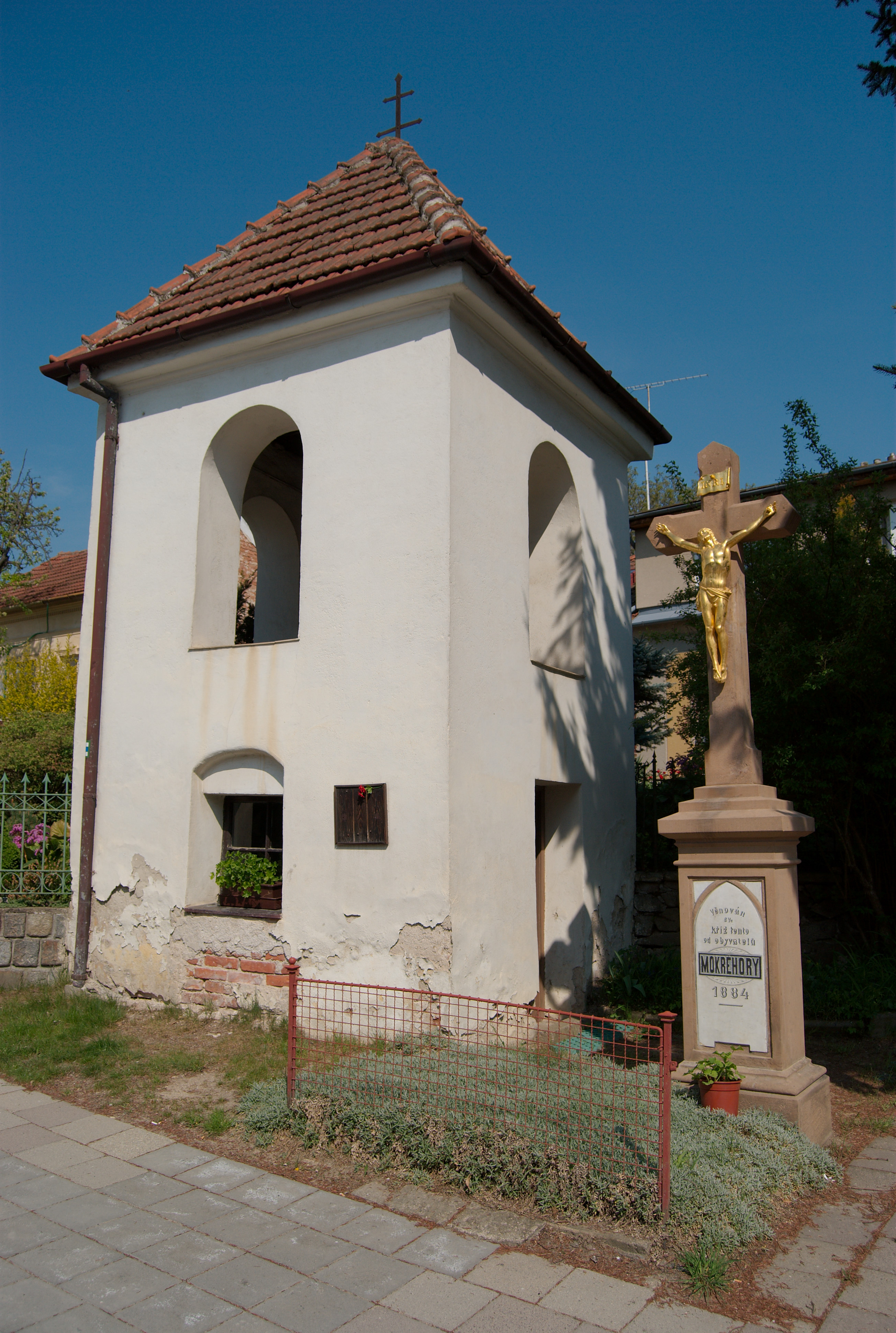
Zvonice a kamenný kříž v Tumaňanově ulici

Mokrá Hora v minulosti spadala do řečkovické farnosti, kam je v rámci římskokatolické správy příslušná dosud. Zvonice ve vesnici byla postavena zřejmě v roce 1889. Přes Mokrou Horu vedla od 17. století poutní cesta z Řečkovic do Vranova, podél níž se nacházelo několik drobných sakrálních památek (sochy, boží muka). V zalomení cesty (dnešní Tumaňanovy ulice) směrem na Jehnice se nejpozději od 80. let 18. století nacházela barokní socha svatého Františka z Pauly, pocházející zřejmě z vranovského kláštera, kam byla vrácena kolem roku 1970 (stojí vedle kostela u zvonkohry). Hřbitov se v Mokré Hoře nikdy nenacházel, obyvatelé vsi byli pohřbívání na hřbitovech v Řečkovicích, od 50. let 20. století na hřbitově v Jehnicích a od roku 1960 též na brněnském Ústředním hřbitově.
Území Mokré Hory spadalo od roku 1922 do obvodu brněnské náboženské obce církve československé, od roku 1927 patřilo k náboženské obci v Králově Poli a od roku 1940 příslušelo k řečkovické náboženské obci.

## Obecní správa a politika
Mokrá Hora je součástí městské části Brno-Řečkovice a Mokrá Hora. Evidenční část obce Mokrá Hora zahrnuje celé katastrální území Mokrá Hora. Celá Mokrá Hora je také jedinou základní sídelní jednotkou s názvem Tumaňanova.
Pro účely senátních voleb je celé území Mokré Hory zařazeno do volebního obvodu č. 60.

## Hospodářství a doprava

### Hospodářství
Mokrá Hora byla od počátku tvořena malou domkářskou zástavbou, kterou později doplňovaly vilky a rodinné domy, takže se zde nenachází žádné větší provozovny. V roce 2020 mělo na území evidenční části obce zapsáno sídlo celkem 69 obchodních společností a 216 živností. Fungovala tu restaurace a autoservis. Celá evidenční část obce spadala v roce 2020 pod pobočku České pošty v Řečkovicích (Brno 21).

### Doprava
Jádrem Mokré Hory prochází v severojižním směru silnice III/37918, která tak tvoří osu vesnice a která spojuje Řečkovice a silnici III/37917 mezi Lelekovicemi a Vranovem. V Mokré Hoře je vedena ulicí Tumaňanovou. Jedná se také o jediné silniční spojení čtvrtě s Brnem. V letech 2010 ani 2016 nebylo ve vsi provedeno celostátní sčítání dopravy.
Veřejná hromadná doprava je zajišťována v rámci Integrovaného dopravního systému Jihomoravského kraje městskými autobusovými linkami Dopravního podniku města Brna. V roce 2020 jezdila přes Mokrou Horu denní linka č. 70 a noční linka č. N90, které obě vedly přes Jehnice do Ořešína. Nejbližší železniční zastávkou je zastávka Brno-Řečkovice, nacházející se na trati Brno – Havlíčkův Brod ve vzdálenosti 1 km od Mokré Hory.

## Školství, kultura a sport
Děti z Mokré Hory původně navštěvovaly školu v Řečkovicích. V roce 1872 byla na návsi v Jehnicích zřízena jednotřídní škola, která byla určena i pro žáky z Ořešína a Mokré Hory. Z důvodu nárůstu počtu žáků byla u jižního okraje Jehnic postavena roku 1895 nová trojtřídní škola, později rozšiřovaná. Přímo v Mokré Hoře byla v roce 1961 postavena budova mateřské školy, v níž nyní sídlí příspěvková organizace Mateřská škola Paraplíčko Brno, Tumaňanova 59, jejímž zřizovatelem je městská část Brno-Řečkovice a Mokrá Hora. Celá čtvrť byla roku 2020 součástí spádového obvodu Mateřské školy Paraplíčko Brno a Základní školy Horácké náměstí v Řečkovicích.
V Mokré Hoře působí tělovýchovná jednota TJ Mokrá Hora s tenisovým oddílem.
Lesnaté a kopcovité okolí Mokré Hory využívají k rekreační turistice Brňané. V roce 2020 vedly Mokrou Horou dvě značené turistické trasy Klubu českých turistů.

## Pamětihodnosti

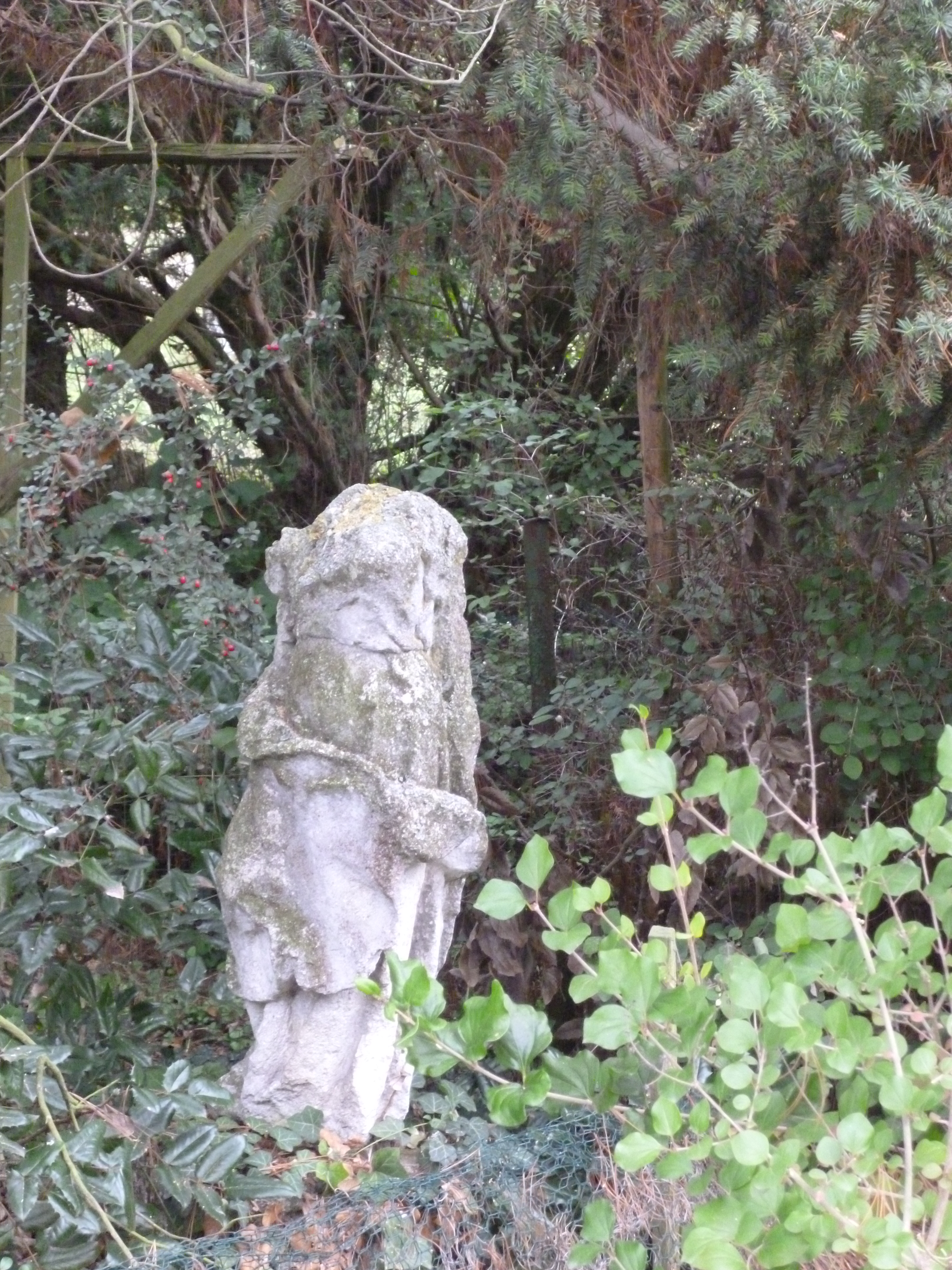
Hraniční kámen z roku 1711 se sochou

Památkově chráněn je v Mokré Hoře následující objekt:
- Hraniční kámen z roku 1711 s torzem figury byl druhotně osazen v zahradě rodinného domu Jandáskova 57.[81] Hranolový hraniční kámen obsahuje erb a iniciály Františka Markvarta Ignáce Záviše z Osenic, který byl od roku 1706 majitelem jehnického dvora, a původně označoval hranice mezi Jehnicemi a Řečkovicemi. Je na něm usazena poškozená a neidentifikovatelná soška bez hlavy.[82]

Dále se v Mokré Hoře nachází několik dalších kulturních pamětihodností:
- hranolová zvonice asi z roku 1889 v Tumaňanově ulici s poblíž stojícím kamenným křížem[59]
- pomník obětem světových válek z roku 1919 v Tumaňanově ulici[83]
- pomník Sit durat regnum (též pomník Smíření) z roku 2014 věnovaný Františku Ferdinandovi d'Este a Žofii z Hohenbergu. Nachází se u cesty u rybníka U mlýna.[84]
- dům Skoumalova 14b z let 1976–1985 od architekta Ivana Rullera[85]
- moderní architektura: dům Tumaňanova 25a z roku 2002 (architekti Tomáš Rusín, Ivan Wahla),[86] dům Skrejš 12 z roku 2020 (architekti Jan Skoupý, Zbyněk Ryška, Libor Šupler)[87]

## Osobnosti
- Hugo Marom (1928–2018) – vojenský pilot, podnikatel a letecký inženýr, Wintonovo dítě[88]
- Bohumil Navrátil (1870–1936) – historik a archivář, v letech 1920–1921 děkan Filozofické fakulty Masarykovy univerzity, v letech 1926–1927 rektor Masarykovy univerzity[89]
- Oliver Pospíšil (* 1970) – politik, v letech 2002–2006 místostarosta MČ Brno-Řečkovice a Mokrá Hora, v letech 2006–2014 a 2018–2020 náměstek primátora města Brna[90][91]
- Karel Ullmann (1875–po 1948) – spisovatel, propagátor akvaristiky[92]
- Lukáš Vlček (* 1974) – básník, fotograf, hudebník a kreslíř, syn Miloše Vlčka, bratr Patrika Vlčka[93]
- Miloš Vlček (1939–2019) – restaurátor, sochař a řezbář, otec Lukáše Vlčka a Patrika Vlčka[94]
- Patrik Vlček (* 1970) – sochař a řezbář, syn Miloše Vlčka, bratr Lukáše Vlčka[95]